# Hotel by the River
Pour plus de détails, voir Fiche technique et Distribution.
Hotel by the River (강변 호텔, Gangbyeon Hotel) est un film dramatique sud-coréen réalisé par Hong Sang-soo et sorti en 2018.

## Synopsis
Un poète d'âge mûr passe quelques jours dans un hôtel situé au bord du fleuve Han, près de Séoul. Il sent qu'il va mourir. Il fait venir ses deux fils, dont l'un est cinéaste, pour tenter tant bien que mal de re-nouer des liens distendus. Il rencontre aussi deux femmes qui lui apparaissent comme des "anges" dans le paysage enneigé. 
Les hommes parlent directement ou indirectement des difficultés qu'ils ont avec les femmes, ou de leur séparation d'avec leur compagne. Les femmes font de même concernant les hommes ou leur compagnon.

## Fiche technique
- Titre : Hotel by the River
- Titre original : 강변 호텔 (Gangbyeon Hotel)
- Réalisation : Hong Sang-soo
- Scénario : Hong Sang-soo
- Décors :
- Costumes :
- Photographie : Kim Hyung-ku
- Montage : Son Yeon-ji
- Musique : Dalparan
- Producteur : Hong Sang-soo
- Société de production : Jeonwonsa
- Sociétés de distribution : Les Acacias
- Pays d'origine :  Corée du Sud
- Langue originale : coréen
- Format : couleur
- Genre : Drame
- Durée : 96 minutes
- Dates de sortie :
  - Suisse : 9 août 2018 (Locarno)
  - Canada : 6 septembre 2018 (Toronto)
  - Corée du Sud : 27 mars 2019
  - France : 29 juillet 2020

## Distribution
- Gi Ju-bong : Ko Young-hwan
- Kim Min-hee : A-Reum
- Kwon Hae-hyo : Kyung-soo
- Yoo Joon-sang : Byung-soo
- Song Seon-mi : Yeon-joo

## Autour du film
L'hôtel représenté dans le film s'appelle "Heimat". En allemand, ce terme signifie le pays, la maison, le chez-soi... Il se trouve que cet établissement est la dernière demeure du poète. Il faut savoir, cependant, que l’hôtel Heimat existe bel et bien en Corée. Il se situe au bord du fleuve Han, dans la ville de Namyangju, à environ 22 km de Séoul .

## Accueil

### Critique
En France, le site Allociné recense une moyenne des critiques presse de 3,5⁄5.
Pour Jean-Michel Frodon de Slate.fr, « Hotel by the River est si beau, si doux et si violent à la fois, qu'on croit avoir rêvé, endormi dans la chambre blanche au milieu du paysage blanc. Un grand poète était là tout le temps. Pas Young-hwan mais Sang-soo, c'est-à-dire maître Hong, qui ajoute grâce à ce film un volume inoubliable au long recueil de ses réalisations. Avec une simplicité apparente, la marque des plus grands ».
Pour Jacques Morice de Télérama, « L’infatigable réalisateur coréen réussit un nouveau grand film existentiel. ».
Pour Paul Fabreuil des Fiches du Cinéma, « le cinéaste cherche à se renouveler, mais le résultat est mitigé. La mauvaise foi des personnages et leurs indécisions restent cependant amusantes. ».